# Ferran Suay Lerma
Ferran Suay Lerma   (València, 14 de novembre de 1959) és un doctor en Psicologia per la Universitat de València, on exerceix com a professor de Psicobiologia, i expert en «assertivitat lingüística». Ha estat president de la Xarxa Europea d'Igualtat Lingüística, membre de la Junta Directiva d'Acció Cultural del País Valencià i director del Servei de Formació Permanent i Innovació Educativa de la Universitat de València. El 2010 participà a Mallorca en la quarta edició de les Jornades de Normalització Lingüística.
En juny de 2022, només un mes després de ser nomenat director de Política Lingüística de la Universitat de València, va ser acomiadat per la rectora Mavi Mestre arran d'una denúncia contra Suay per comentaris masclistes en Twitter, fet que Suay va considerar un precedent perillós contra la llibertat d'expressió.

## Publicacions
- Sortir de l'armari lingüístic (coautora: Gemma Sanginés), Barcelona: Angle Editorial, 2010.
- Psicobiologia de l'esport i l'activitat física
- El català em sedueix (amb altres autors), Sabadell: Edicions 7dequatre (ISBN: 978-84-614-7239-0)
- Cortisol, en Felix Ehrlenspiel & Katharina Strahler: Psychoneuroendocrinology of Sport and Exercise, Routledge, 2012, pp. 61-82 (ISBN: 978-0415678346)
- Staleness and the overtraining syndrome, en Felix Ehrlenspiel & Katharina Strahler: Psychoneuroendocrinology of Sport and Exercise, Routledge, 2012, pp. 271-296 (ISBN: 978-0415678346)

## Premis
- Premi Sant Jordi Lupa d'Or (2011), atorgat per la Societat Catalana de Sociolingüística (IEC) al millor llibre sobre la matèria per Sortir de l'armari lingüístic.
- Premi Baptista Basset 2011 concedit per l'Associació Tirant lo Blanc en reconeixement de l'activitat valencianista de base.[8]